# Waggon- und Maschinenbau AG Görlitz

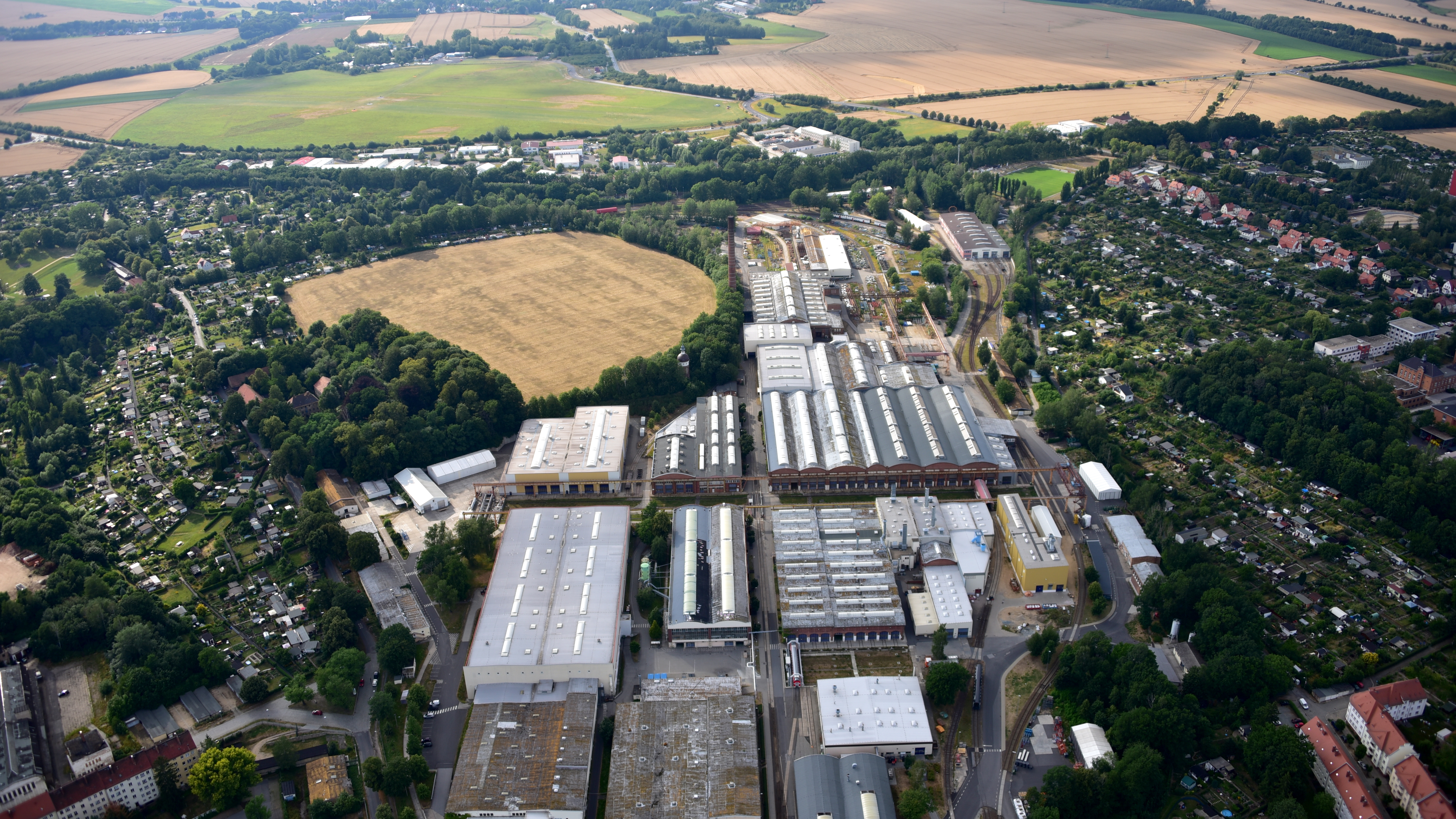
Fabriken 2019

Waggon- und Maschinenbau AG Görlitz, under Östtyskland-perioden VEB Waggonbau Görlitz, är ett tyskt industriföretag i Görlitz i Sachsen, som tillverkar rullande järnvägsmateriel. Företaget grundade 1849. Det ingår sedan 2021 som Alstom Waggenbau Görlitz i Alstom.
De första järnvägsvagnarna tillverkades 1894.  Efter att ha gått samman med andra tyska företag, blev företaget en av de största leverantörerna av järnvägsfordon i Tyskland. Under 1930-talet gjorde Waggon- und Maschinenbau AG Görlitz det snabbaste tyska tåget, vilket under namnet Flygande hamburgaren gick mellan Berlin och Hamburg.
Waggon- und Maschinenbau AG Görlitz var en pionjär i tillverkning av dubbeldäckare. Under Östtysklandperioden (som VEB Waggonbau Görlitz) blev de viktigaste dubbeldäcksvagnar företagets största exportprodukt. 
Waggon- und Maschinenbau Görlitz köpte 1997 schweiziska Vevey Technologies såldes och köptes i sin tur 1998 av Bombardier Transportation.

## Bildgalleri

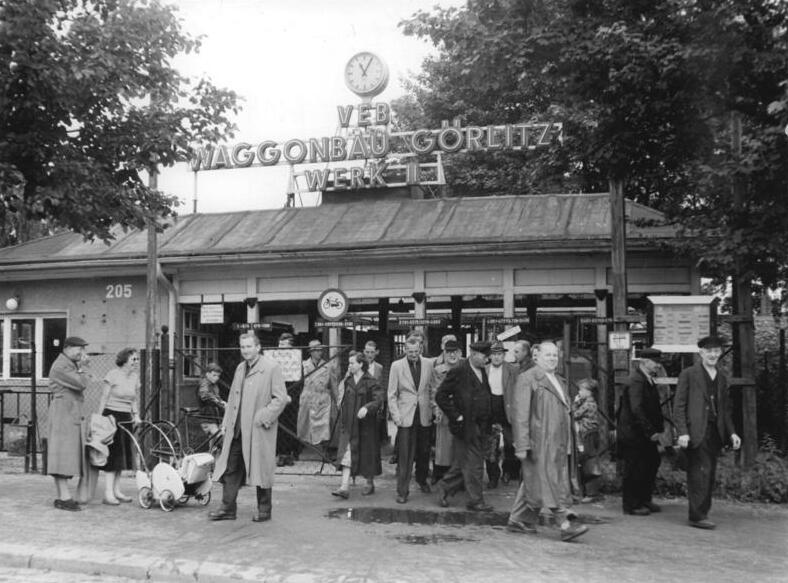
Entrén till VEB Waggonbau Görlitz, 1959
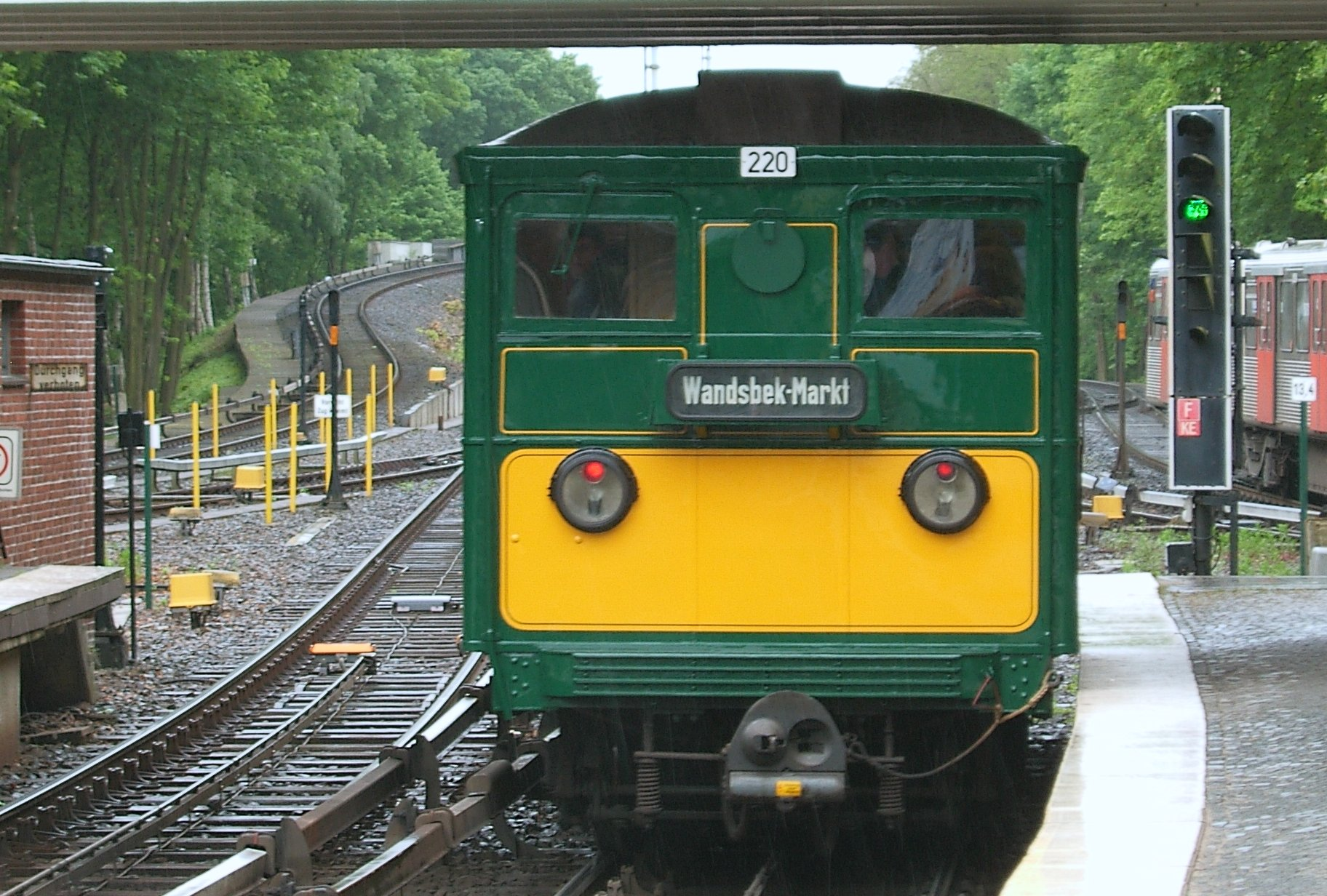
Veterantunnelbanetåg typ A på Hamburgs tunnelbana, tillverkad från 1912 och framåt, på station Kellinghusenstrasse i Eppendorf
Berlins spårvägars förortsspårvagn av typ T 24/55 med släpvagnar vid ändhållplatsen Buckow i Brandenburg, fotograferad 1963
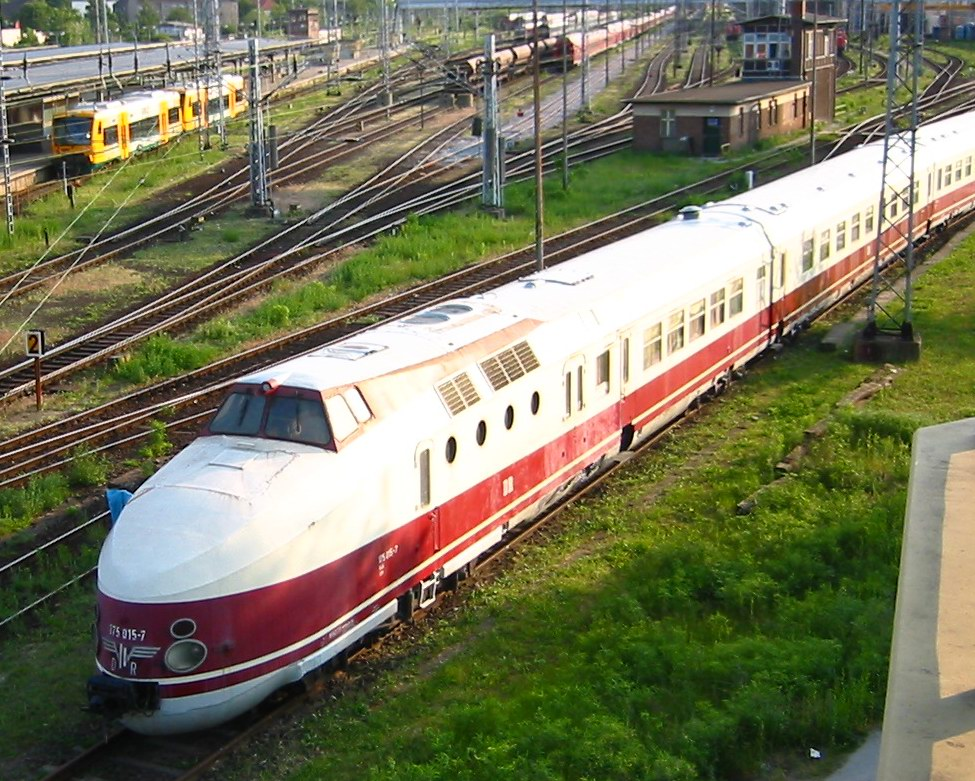
Snälltåg Littera VT 18.16 för Deutsche Reichsbahn i Östtyskland, byggda 1970–1992
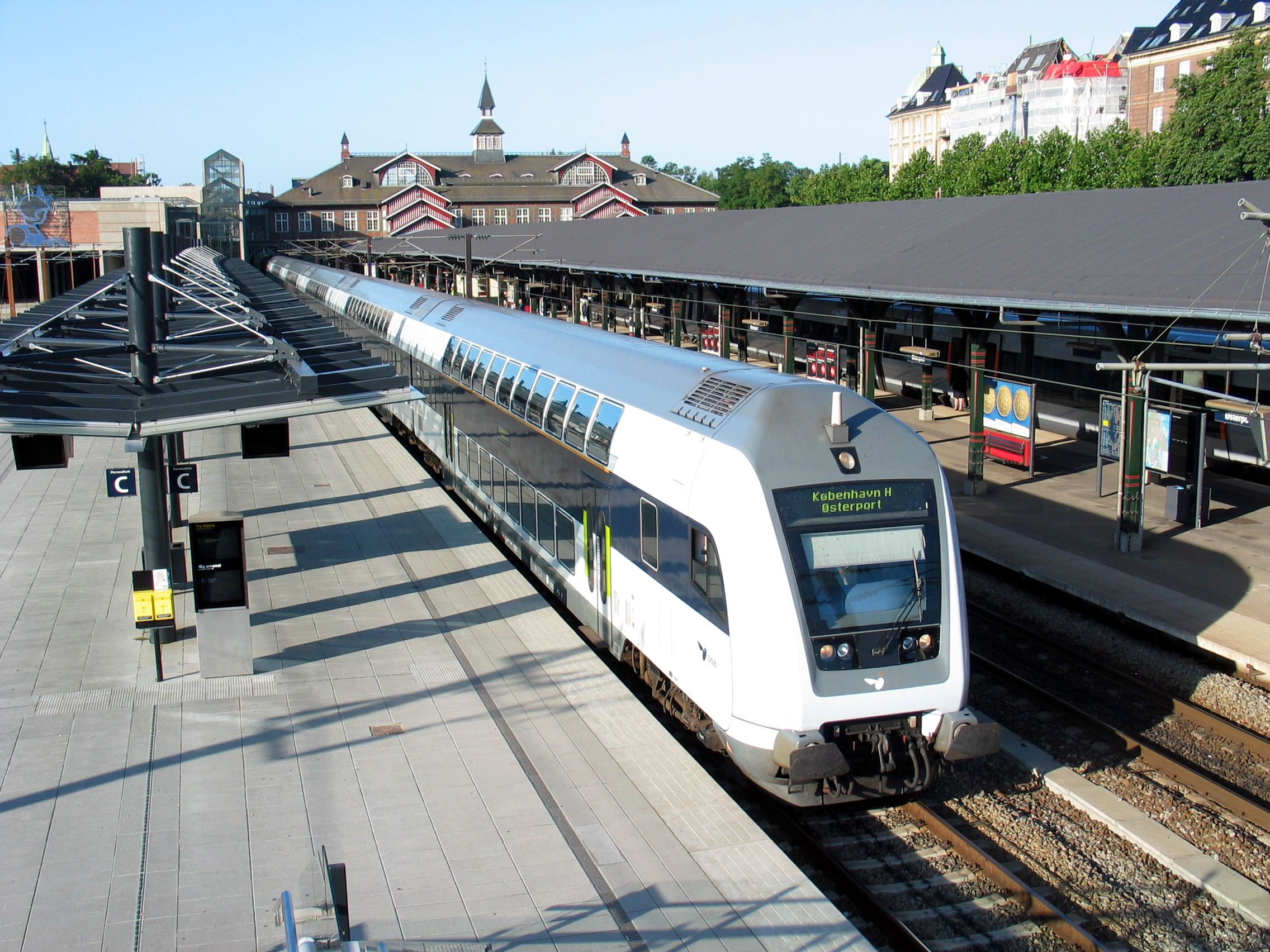
Dubbeldäckare av Bombardiers "fjärde generation" på Østerport station i Köpenhamn, 2005
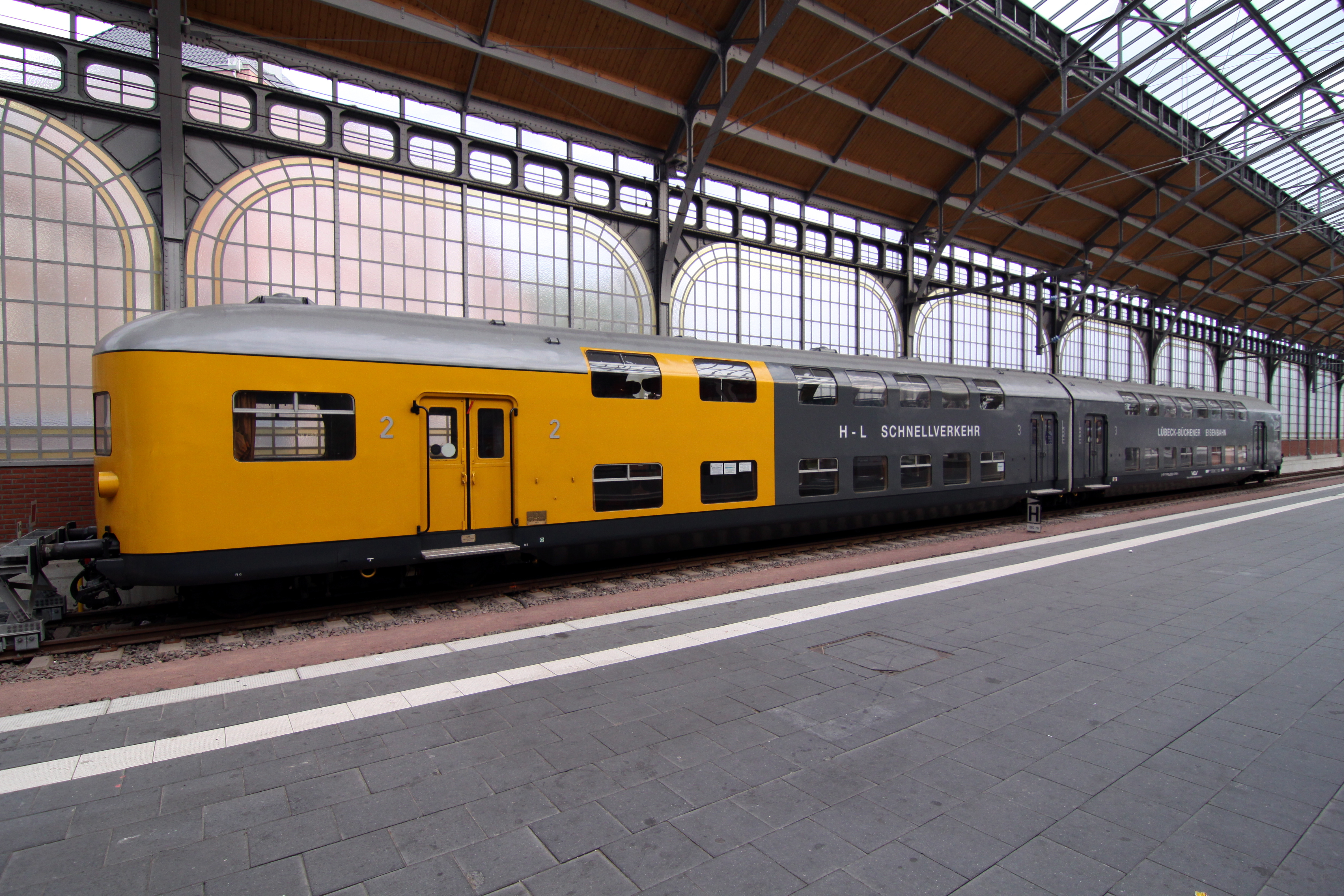
Dubbeldäckare på Lübeck-Büchener Eisenbahn på Lübeck Hauptbahnhof, 2009
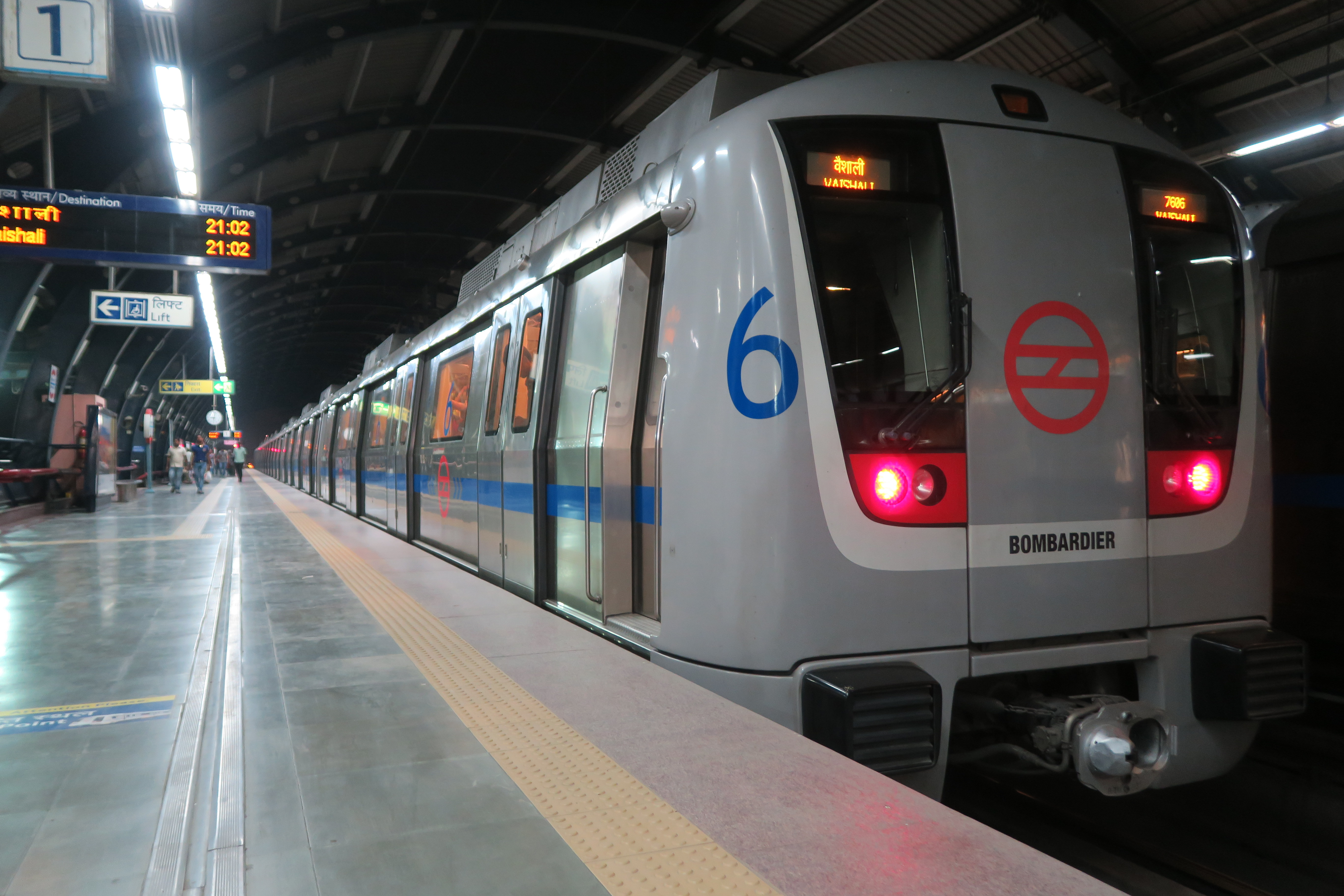
Tunnelbanetåg i New Delhi i Indien, 2014